# Lucas Hernández
Lucas Hernández (vagy teljes nevén Lucas François Bernard Hernández vagy egyszerűen Lucas, (franciául: [lukas ɛʁnɑ̃dɛz, – ɛʁnandɛs]) (Marseille, 1996. február 14. –) világbajnok francia válogatott labdarúgó, a Paris Saint-Germain játékosa. Posztját tekintve balhátvéd, de  középhátvédként is bevethető.
A 2015-2016-os szezonban mutatkozott be az Atlético Madrid első csapatában, ebben a idényben mutatkozott be a Bajnokok ligájában is.
A 2018-as Európa-liga döntőjében kezdőként lépett pályára a francia Marseille ellen, melyet csapata 3–0-ra megnyert.
2018. március 23-án mutatkozott be a felnőtt válogatottban, Párizsban a Kolumbia ellen 3–2-re elveszített barátságos mérkőzésen.
A 2018-as világbajnokságon Hernández minden mérkőzésen pályára lépett Franciaország színeiben, melynek a döntőben az a Horvátország volt az ellenfele, mely veretlenül jutott el a döntőig. A mérkőzést végül a franciák 4–2-re nyerték meg.

## Pályafutása

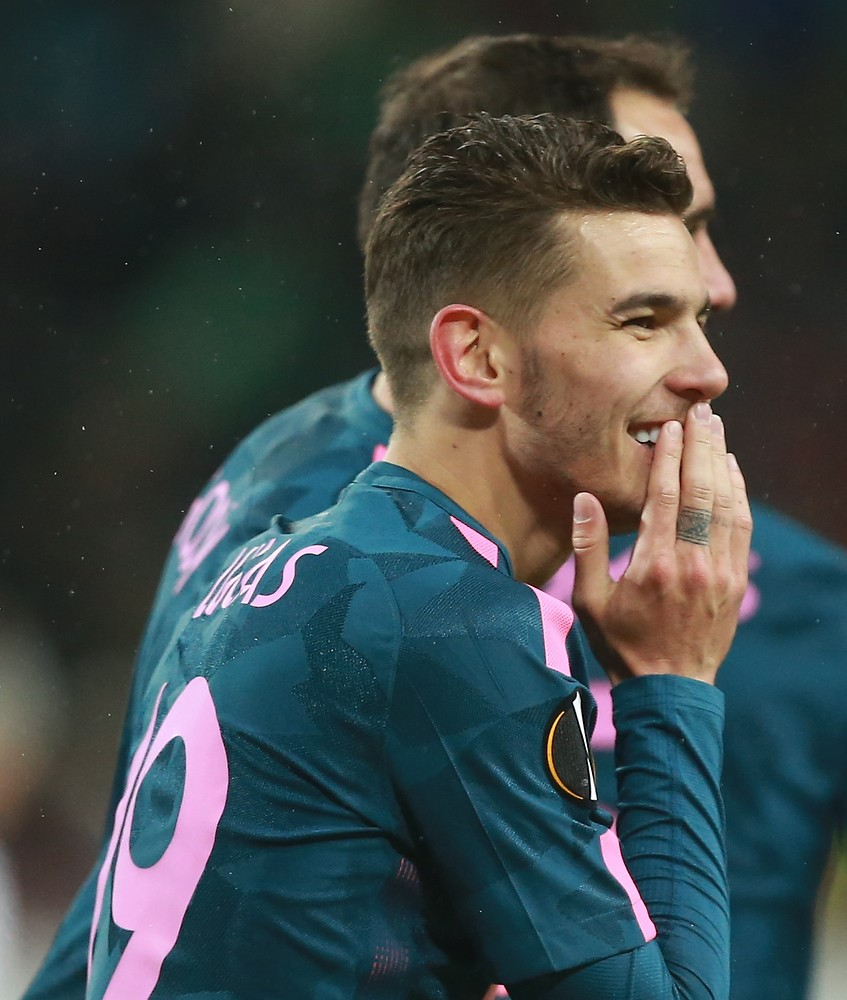
Lucas az Atlético Madrid színeiben mérkőzés közben

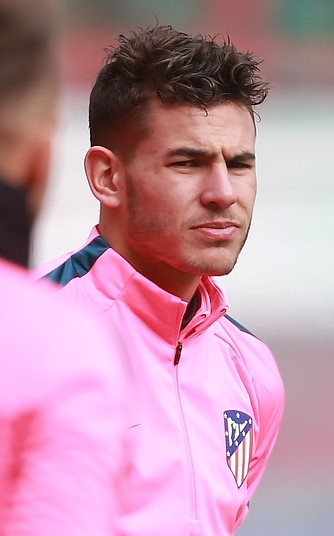
Lucas az Atlético Madrid színeiben bemelegítés közben

Lucas Hernández Marseille-ben született 1996-ban, édesapja abban az időben az Olympique Marseille labdarúgója volt. A Rayo Majadahonda nevű csapatban kezdte pályafutását, majd 2007-ben az Atletico Madrid akadémiájára került. 2013. november 9-én Diego Simeone felhívta a felnőtt csapathoz, bemutatkoznia azonban nem sikerült.
2014. április 23-án az utolsó fordulóban elvesztették a másodosztályú bajnoki címet a tartalékcsapattal. Az idény végén 2018 nyaráig szerződést hosszabbított. December 3-án bemutatkozott a madridiak nagy csapatában, végigjátszotta a L'Hospitalet elleni kupamérkőzést.  A bajnokságban december 21-én a Bilbao ellen debütált.
2015 augusztusában még egy évvel, 2019 nyaráig meghosszabbította a szerződését. A 2015-2016-os idényben bemutatkozott a Bajnokok Ligájában, pályára lépett a Real Madrid ellen elveszített döntőben is. 2018. május 16-án az Európa-liga lyoni döntőjében az O. Marseille elleni 3–0-ra megnyert mérkőzésen szerezték meg a kupát.
A 2018. május 17-én kihirdetett francia vb keretben ő is helyet kapott. Bár valószínűleg rá, csak a Manchester City hátvédje, Benjamin Mendy cseréjeként számított volna Didier Deschamps. Az első, dánok elleni mérkőzésen kezdőként lépett pályára a 21-es mezszámban, ugyanis az angol csapat ballhátvédje nem épült fel teljesen. Ezt követően Lucas a teljes világbajnokságot végigjátszotta. 2019.március 27-én leigazolta az Bayern München.
2023. július 9-én ötéves szerződést írt alá a Paris Saint-Germain csapatával.

## Válogatottban
Sokszoros francia utánpótlás válogatott, 2012-ben az U16-os, majd 2014-ben az U19-es, 2016-ban pedig az U21-es csapatban is pályára lépett.

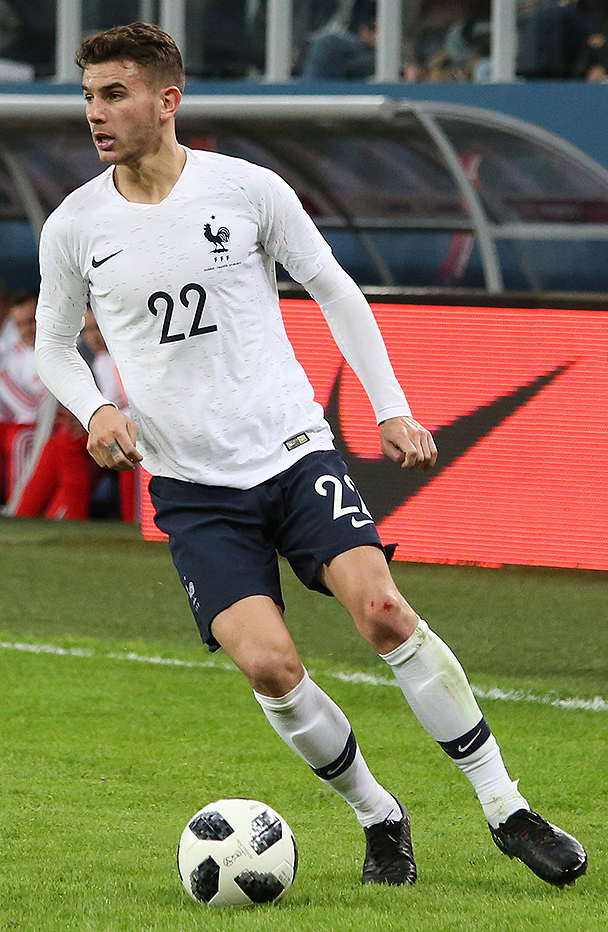
Hernández a francia válogatott színeiben 2018-ban

2018 márciusában Didier Deschampstól meghívást kapott a felnőtt válogatottba Kolumbia és Oroszország elleni barátságos mérkőzésekre. Március 23-án debütált a Kolumbia elleni párizsi barátságos mérkőzésen, Lucas Digne cseréjeként tizennégy percet kapott. A mérkőzést Kolumbia 3–2-re nyerte meg.
2018. május 17-én Didier Deschamps Lucast is nevezte a 2018-as világbajnokságra utazó francia keretbe.
Az oroszországi tornán az Ausztrália elleni 2–1-re megnyert csoportmérkőzésen mutatkozott be. A világbajnokságon minden mérkőzésen pályára lépett. A döntőt 4–2-re Franciaország nyerte meg Horvátországgal szemben, így 20 év után újra világbajnokok lettek.

## Magánélete
Lucas apja, Jean-François szintén labdarúgó. Ő is játszott az Atléticóban, csakúgy mint Lucas öccse, Theo, aki jelenleg az AC Milan labdarúgója, és városi nagy riválisnál, a Real Madridnál is megfordult, de előtte szintén játszott az Atléticóban.

## Sikerei, díjai
Atlético Madrid
- Európa-liga győztes (1): 2018
- UEFA-szuperkupa győztes (1): 2018
- UEFA-bajnokok ligája:
  - Döntős (1): 2016

 Bayern München
- Német bajnok (4): 2019–20, 2020–21, 2021–22, 2022–23
- Német kupagyőztes (1): 2019–20
- Német szuperkupa-győztes (2): 2020, 2022
- UEFA-bajnokok ligája-győztes (1): 2019–20
- UEFA-szuperkupa-győztes (1): 2020
- FIFA-klubvilágbajnokság-győztes (1): 2020

 Franciaország
- Világbajnok (1): 2018
- UEFA Nemzetek Ligája-győztes: 2020–21

Egyéni díja
- Francia Köztársaság Becsületrendje: 2019[23]

## Statisztikái
2022. november 12-én lett frissítve.
| Klub            | Szezon   | League     | League          | League | Kupa            | Kupa  | Európai         | Európai | Egyéb           | Egyéb | Összesen        | Összesen |
| Klub            | Szezon   | Bajnokság  | Pályára lépések | Gólok  | Pályára lépések | Gólok | Pályára lépések | Gólok   | Pályára lépések | Gólok | Pályára lépések | Gólok    |
| --------------- | -------- | ---------- | --------------- | ------ | --------------- | ----- | --------------- | ------- | --------------- | ----- | --------------- | -------- |
| Atlético Madrid | 2014–15  | La Liga    | 1               | 0      | 3               | 0     | 0               | 0       | 0               | 0     | 4               | 0        |
| Atlético Madrid | 2015–16  | La Liga    | 10              | 0      | 2               | 0     | 4               | 0       | —               | —     | 16              | 0        |
| Atlético Madrid | 2016–17  | La Liga    | 15              | 0      | 5               | 0     | 4               | 0       | —               | —     | 24              | 0        |
| Atlético Madrid | 2017–18  | La Liga    | 27              | 0      | 6               | 0     | 11              | 0       | —               | —     | 44              | 0        |
| Atlético Madrid | 2018–19  | La Liga    | 14              | 1      | 2               | 0     | 5               | 0       | 1               | 0     | 22              | 1        |
| Összesen        | Összesen | Összesen   | 67              | 1      | 18              | 0     | 24              | 0       | 1               | 0     | 109             | 1        |
| Bayern München  | 2019–20  | Bundesliga | 19              | 0      | 3               | 0     | 3               | 0       | 0               | 0     | 25              | 0        |
| Bayern München  | 2020–21  | Bundesliga | 23              | 0      | 1               | 0     | 8               | 1       | 5               | 0     | 37              | 1        |
| Bayern München  | 2021–22  | Bundesliga | 25              | 0      | 1               | 0     | 8               | 0       | 0               | 0     | 34              | 0        |
| Bayern München  | 2022–23  | Bundesliga | 7               | 0      | 1               | 0     | 2               | 1       | 1               | 0     | 11              | 1        |
| Összesen        | Összesen | Összesen   | 74              | 0      | 6               | 0     | 23              | 2       | 4               | 0     | 107             | 2        |
| Összesen        | Összesen | Összesen   | 141             | 1      | 24              | 0     | 47              | 2       | 5               | 0     | 217             | 3        |

1. ↑  Pályára lépés az UEFA-szuperkupán

### A válogatottban
2022. november 22-én lett frissítve.
| Nemzet        | Év       | Pályára lépések | Gólok |
| ------------- | -------- | --------------- | ----- |
| Franciaország | 2018     | 15              | 0     |
| Franciaország | 2019     | 2               | 0     |
| Franciaország | 2020     | 5               | 0     |
| Franciaország | 2021     | 8               | 0     |
| Franciaország | 2022     | 3               | 0     |
| Összesen      | Összesen | 33              | 0     |

| Lucas Hernández mérkőzései a Franciaország válogatottban | Lucas Hernández mérkőzései a Franciaország válogatottban | Lucas Hernández mérkőzései a Franciaország válogatottban    | Lucas Hernández mérkőzései a Franciaország válogatottban | Lucas Hernández mérkőzései a Franciaország válogatottban | Lucas Hernández mérkőzései a Franciaország válogatottban | Lucas Hernández mérkőzései a Franciaország válogatottban |
| #                                                        | Dátum                                                    | Helyszín                                                    | Házigazda                                                | Eredmény                                                 | Vendég                                                   | Verseny                                                  |
| -------------------------------------------------------- | -------------------------------------------------------- | ----------------------------------------------------------- | -------------------------------------------------------- | -------------------------------------------------------- | -------------------------------------------------------- | -------------------------------------------------------- |
| 1                                                        | 2018. március 23.                                        | Saint-Denis, Franciaország                                  | Franciaország                                            | 2−3                                                      | Kolumbia                                                 | Barátságos mérkőzés                                      |
| 2                                                        | 2018. március 27.                                        | Szentpétervár, Oroszország                                  | Oroszország                                              | 1−3                                                      | Franciaország                                            | Barátságos mérkőzés                                      |
| 3                                                        | 2018. május 28.                                          | Saint-Denis, Franciaország                                  | Franciaország                                            | 2−0                                                      | Írország                                                 | Barátságos mérkőzés                                      |
| 4                                                        | 2018. június 1.                                          | Nizza, Franciaország                                        | Franciaország                                            | 3−1                                                      | Olaszország                                              | Barátságos mérkőzés                                      |
| 5                                                        | 2018. június 9.                                          | Décines-Charpieu, Franciaország                             | Franciaország                                            | 1−1                                                      | Egyesült Államok                                         | Barátságos mérkőzés                                      |
| 6                                                        | 2018. június 16.                                         | Kazany Aréna, Kazany, Oroszország                           | Franciaország                                            | 2−1                                                      | Ausztrália                                               | 2018-as labdarúgó-világbajnokság                         |
| 7                                                        | 2018. június 21.                                         | Központi stadion, Jekatyerinburg, Oroszország               | Franciaország                                            | 1−0                                                      | Peru                                                     | 2018-as labdarúgó-világbajnokság                         |
| 8                                                        | 2018. június 26.                                         | Luzsnyiki Stadion, Moszkva, Oroszország                     | Dánia                                                    | 0 − 0                                                    | Franciaország                                            | 2018-as labdarúgó-világbajnokság                         |
| 9                                                        | 2018. június 30.                                         | Kazany Aréna, Kazany, Oroszország                           | Franciaország                                            | 4−3                                                      | Argentína                                                | 2018-as labdarúgó-világbajnokság                         |
| 10                                                       | 2018. július 6.                                          | Nyizsnyij Novgorod Stadion, Nyizsnyij Novgorod, Oroszország | Uruguay                                                  | 0−2                                                      | Franciaország                                            | 2018-as világbajnokság                                   |
| 11                                                       | 2018. július 10.                                         | Kresztovszkij Stadion, Szentpétervár, Oroszország           | Franciaország                                            | 1−0                                                      | Belgium                                                  | 2018-as világbajnokság                                   |
| 12                                                       | 2018. július 15.                                         | Luzsnyiki Stadion, Moszkva, Oroszország                     | Franciaország                                            | 4−2                                                      | Horvátország                                             | 2018-as világbajnokság                                   |
| 13                                                       | 2018. szeptember 6.                                      | Allianz Arena, München, Németország                         | Németország                                              | 0−0                                                      | Franciaország                                            | 2018–2019-es UEFA Nemzetek Ligája                        |
| 14                                                       | 2018. szeptember 9.                                      | Stade de France, Saint-Denis, Franciaország                 | Franciaország                                            | 2−1                                                      | Hollandia                                                | 2018–2019-es UEFA Nemzetek Ligája                        |
| 15                                                       | 2018. október 16.                                        | Stade de France, Saint-Denis, Franciaország                 | Franciaország                                            | 2−1                                                      | Németország                                              | 2018–2019-es UEFA Nemzetek Ligája                        |
| 16                                                       | 2019. szeptember 7.                                      | Stade de France, Saint-Denis, Franciaország                 | Franciaország                                            | 4−1                                                      | Albánia                                                  | 2018–2019-es UEFA Nemzetek Ligája                        |
| 17                                                       | 2019. október 14.                                        | Stade de France, Saint-Denis, Franciaország                 | Franciaország                                            | 1−1                                                      | Törökország                                              | 2018–2019-es UEFA Nemzetek Ligája                        |